# Lionel Dahmer
Pour les articles homonymes, voir Dahmer.
 (mars 2025).
Si vous disposez d'ouvrages ou d'articles de référence ou si vous connaissez des sites web de qualité traitant du thème abordé ici, merci de compléter l'article en donnant les références utiles à sa vérifiabilité et en les liant à la section « Notes et références ».
 (mars 2025).
Le contenu est difficilement compréhensible vu les erreurs de traduction, qui sont peut-être dues à l'utilisation d'un logiciel de traduction automatique.
 (mars 2025).
La mise en forme du texte ne suit pas les recommandations de Wikipédia : il faut le « wikifier ».
Les points d'amélioration suivants sont les cas les plus fréquents :
- Les titres sont pré-formatés par le logiciel. Ils ne sont ni en capitales, ni en gras.
- Le texte ne doit pas être écrit en capitales (les noms de famille non plus), ni en gras, ni en italique, ni en « petit »…
- Le gras n'est utilisé que pour surligner le titre de l'article dans l'introduction, une seule fois.
- L'italique est rarement utilisé : mots en langue étrangère, titres d'œuvres, noms de bateaux, etc.
- Les citations ne sont pas en italique mais en corps de texte normal. Elles sont entourées par des guillemets français : « et ».
- Les listes à puces sont à éviter, des paragraphes rédigés étant largement préférés. Les tableaux sont à réserver à la présentation de données structurées (résultats, etc.).
- Les appels de note de bas de page (petits chiffres en exposant, introduits par l'outil «  Source ») sont à placer entre la fin de phrase et le point final[comme ça].
- Les liens internes (vers d'autres articles de Wikipédia) sont à choisir avec parcimonie. Créez des liens vers des articles approfondissant le sujet. Les termes génériques sans rapport avec le sujet sont à éviter, ainsi que les répétitions de liens vers un même terme.
- Les liens externes sont à placer uniquement dans une section « Liens externes », à la fin de l'article. Ces liens sont à choisir avec parcimonie suivant les règles définies. Si un lien sert de source à l'article, son insertion dans le texte est à faire par les notes de bas de page.
- La présentation des références doit suivre les conventions bibliographiques. Il est recommandé d'utiliser les modèles {{Ouvrage}}, {{Chapitre}}, {{Article}}, {{Lien web}} et/ou {{Bibliographie}}. Le mode d'édition visuel peut mettre en forme automatiquement les références.
- Insérer une infobox (cadre d'informations à droite) n'est pas obligatoire pour parachever la mise en page.

Pour une aide détaillée, merci de consulter Aide:Wikification.
Si vous pensez que ces points ont été résolus, vous pouvez retirer ce bandeau et améliorer la mise en forme d'un autre article.
Lionel Herbert Dahmer (29 juillet 1936 - 5 décembre 2023) était un chimiste et écrivain américain connu comme le père du tueur en série Jeffrey Dahmer. En 1994, il a écrit A Father's Story, un récit non fictif sur l'éducation de son fils, ses progrès ultérieurs pour devenir un tueur en série mondialement connu et ses conséquences. La figure de Lionel a été controversée dans les années qui ont suivi les crimes de son fils, car lui et sa première femme ont été accusés d'avoir négligé Jeffrey pendant son enfance.

## Jeunesse et éducation
Lionel Herbert Dahmer est né à West Allis, dans le Wisconsin, le 29 juillet 1936, de Herbert Walter Dahmer, professeur de mathématiques au lycée et coiffeur, que Dahmer décrit comme « un bon père, aussi attentionné et concerné que n'importe quel enfant le souhaiterait » et de Catherine Jemima Hughes, professeur d'histoire à l'école primaire. Dahmer était d'origine allemande par son père et d'origine galloise par sa mère[6].
Dahmer a reçu son éducation primaire et secondaire dans les écoles locales du Wisconsin et a connu une enfance relativement bonne[citation nécessaire]. Dahmer s'est inscrit à l'Université du Wisconsin-Madison en 1954 et a obtenu son baccalauréat en chimie en 1959. Dahmer s'est marié plus tard cette année-là, le 22 août, avec une instructrice de télétype de 23 ans nommée Joyce Annette Flint (1936-2000).

## Famille et carrière
Dans A Father's Story, Dahmer raconte que, dès le début, leur mariage a connu des difficultés en raison de la mauvaise santé mentale de Joyce, de son comportement irascible et tempétueux et de son incapacité à y faire face. Peu de temps après que Joyce soit tombée enceinte, elle a commencé à souffrir d'épisodes de crise, apparemment à cause des mauvaises odeurs de la cuisine de leur voisin, ce qui les a poussés à déménager chez les parents de Dahmer, peu avant la naissance de leur premier enfant au début de 1960, pour recevoir l'attention de ses parents. Au cours des derniers mois de sa grossesse, Joyce a souffert de dépressions mentales et de crises d'épilepsie de plus en plus fréquentes, qui, selon son médecin, « étaient enracinées dans l'état mental de Joyce plutôt que dans son état physique » et qui ont aggravé sa dépendance déjà grave aux barbituriques et à la morphine, au point de prendre jusqu'à « vingt-six pilules par jour » et d'être constamment sous sédatif pour soulager sa douleur. Des décennies plus tard, il réfléchit aux effets durables et finalement terminaux de son mariage :
En tout cas, nous n'avons jamais vraiment réussi à surmonter les conflits de cette première année. À cause de cela, je pense que cette première expérience troublée a posé les bases d'un mariage plus long et encore plus troublé. Dans un certain sens, notre relation ne s'est jamais remise des dommages causés à ce stade précoce, ne s'est jamais vraiment améliorée.
Pendant les premières années de la vie de Jeffrey, les responsabilités académiques de Dahmer et, plus tard, les longues journées de travail l'ont empêché de passer suffisamment de temps avec sa femme et ses enfants. Peu après la naissance de Jeffrey, Dahmer a obtenu une maîtrise en sciences de l'université Marquette en 1962. Plus tard, il s'est inscrit à l'université d'État de l'Iowa, où il a obtenu un doctorat en philosophie en octobre 1966. Il se décrivait comme un étudiant moyen, se considérant même comme un étudiant médiocre :
"Je n'ai jamais été un excellent étudiant. Ce que les autres ont obtenu rapidement, m'a pris beaucoup plus de temps. J'étais un travailleur acharné, un travailleur acharné. Pour moi, tout effort moindre que celui de tous les instants signifiait l'échec. D'autres avaient des éclairs de génie créatif, une illumination soudaine, mais je n'avais que le pouvoir de ma propre volonté."
Après avoir divorcé de Joyce en 1978, Dahmer a épousé Shari Jordan et s'est installé à Granger, dans l'Ohio. Entre ses études à l'université de Marquette et de l'Iowa, Dahmer a travaillé pour PPG Industries.

## Arrestation de Jeffrey Dahmer et conséquences
Dahmer raconte dans son livre comment il a eu du mal à comprendre l'ampleur des crimes de son fils. Dahmer raconte que le matin du 23 juillet 1991, il a appelé l'appartement de Jeffrey pour prendre des nouvelles de son fils après qu'il a manqué une visite à sa grand-mère à West Allis. Il a ensuite été informé par un détective que Jeffrey avait été arrêté. Les mois suivants furent difficiles pour Dahmer, car lui et sa famille durent faire face à des appels téléphoniques harcelants et à des journalistes. Dahmer fut particulièrement affecté par la réaction de sa mère (la grand-mère de Jeffrey) à la nouvelle, en particulier après des actes de vandalisme contre la maison de la vieille femme à West Allis, et d'autres harcèlements. La mère de Lionel Dahmer mourut en décembre 1992 dans une maison de retraite à Milwaukee.
Dahmer rendit régulièrement visite à son fils pendant qu'il était en prison. En février 1994, ils apparurent ensemble dans une interview sur NBC avec Stone Phillips

## Dernières années et décès
Dahmer apparut dans l'émission d'Oprah Winfrey en 1994, peu après le meurtre de Jeffrey. Dahmer dit à Oprah Winfrey qu'il aimait toujours Jeffrey et qu'il serait toujours à ses côtés.
Dahmer a été poursuivi en justice par la famille de Steven Hicks, la première victime de Jeffrey, ainsi que par son ex-femme Joyce et sa femme Shari, la cause de la plainte étant la négligence dans l'éducation de Jeffrey.
En 2004, Dahmer est apparu dans Larry King Live avec sa deuxième femme, Shari.